# Dobroń Duży
Dobroń Duży – wieś w Polsce położona w województwie łódzkim, w powiecie pabianickim, w gminie Dobroń.
W latach 1975–1998 miejscowość administracyjnie należała do województwa sieradzkiego.
Przez miejscowość przebiega droga wojewódzka nr 482.